# Maria Thayer

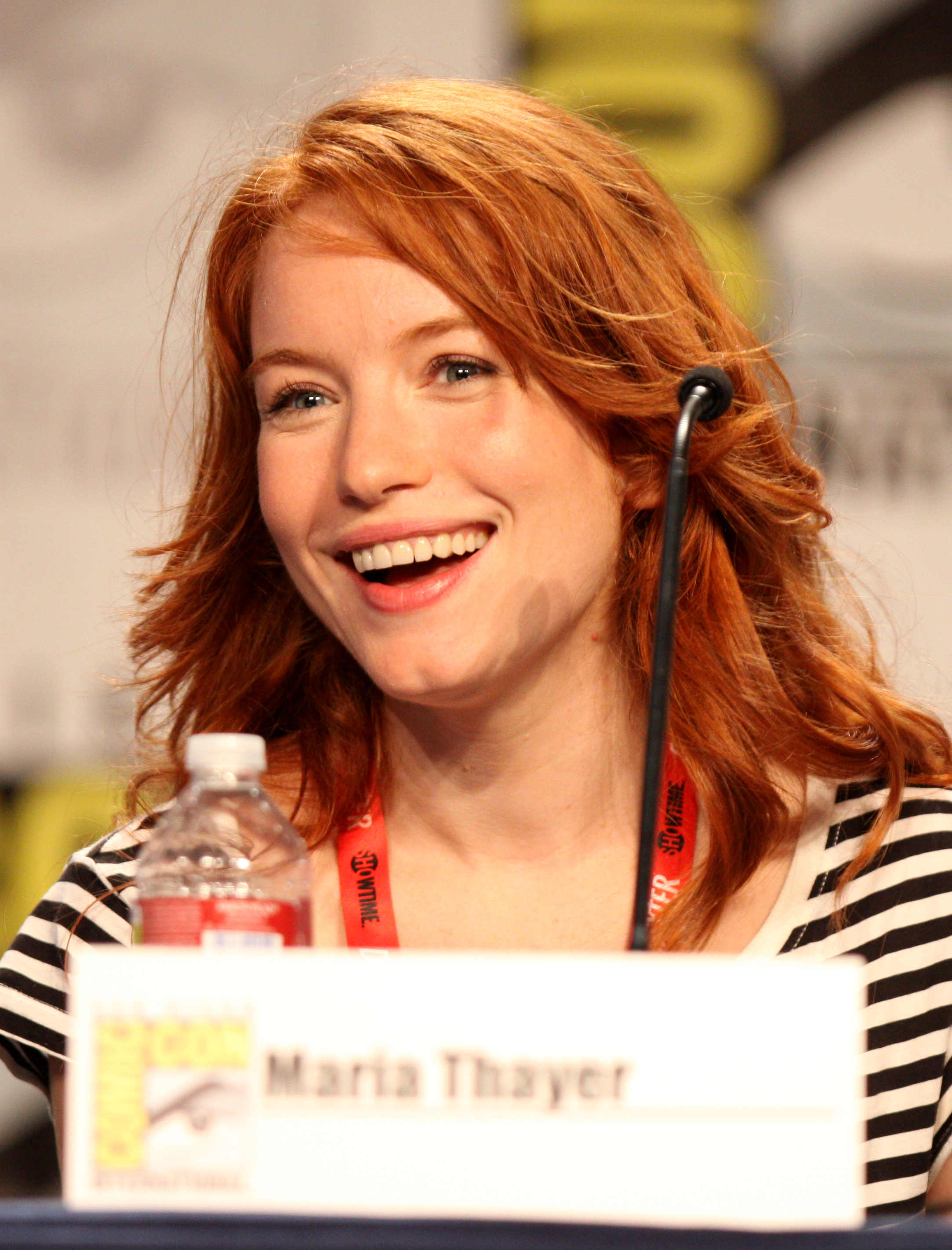
Maria Thayer.

Maria Thayer é uma actriz americana que entrou em vários filmes como Forgetting Sarah Marshall e State of Play, contracenando com os actores de renome Ben Affleck e Russel Crowe.